# Loop di love
Loop di love is een lied van de Duitse musicus Rolf Steitz, alias Juan Bastós. Het werd geschreven door Dieter Dierks en Michael Schepior, gebaseerd op het lied "Darla dirladada" van de Franse zangeres Dalida, wat op haar beurt gebaseerd was op het Griekse volksliedje "Dirlada". Het werd een hit in België, Nederland en Duitsland. Het jaar erop werd het nogmaals uitgebracht door Jonathan King, alias Shag. Hij had er een hit mee in het Verenigd Koninkrijk en Noorwegen.
Andere singles verschenen van Back To Fun (1989) en van Tony Marshall in het Duits als Wir singen loop di love (1993). Deze singles kwam niet in hitlijsten voor. Ook plaatsten enkele artiesten een versie van dit nummer op een elpee.

## Juan Bastós
Rolf Steitz bracht de single uit in 1970 onder de artiestennaam Juan Bastós. Hij had er het jaar erop een hit mee in België, Nederland en Duitsland. Hij nam de single op bij het Nederlandse label Pink Elephant, de videoclip werd in Amsterdam opgenomen. Op de B-kant staat het nummer I follow you. Het was de grootste hit uit zijn carrière.

### Hitnoteringen
| "Loop di love" in de Nederlandse Top 40 van 10-04-1971 t/m 19-06-1971 | "Loop di love" in de Nederlandse Top 40 van 10-04-1971 t/m 19-06-1971 | "Loop di love" in de Nederlandse Top 40 van 10-04-1971 t/m 19-06-1971 | "Loop di love" in de Nederlandse Top 40 van 10-04-1971 t/m 19-06-1971 | "Loop di love" in de Nederlandse Top 40 van 10-04-1971 t/m 19-06-1971 | "Loop di love" in de Nederlandse Top 40 van 10-04-1971 t/m 19-06-1971 | "Loop di love" in de Nederlandse Top 40 van 10-04-1971 t/m 19-06-1971 | "Loop di love" in de Nederlandse Top 40 van 10-04-1971 t/m 19-06-1971 | "Loop di love" in de Nederlandse Top 40 van 10-04-1971 t/m 19-06-1971 | "Loop di love" in de Nederlandse Top 40 van 10-04-1971 t/m 19-06-1971 | "Loop di love" in de Nederlandse Top 40 van 10-04-1971 t/m 19-06-1971 | "Loop di love" in de Nederlandse Top 40 van 10-04-1971 t/m 19-06-1971 | "Loop di love" in de Nederlandse Top 40 van 10-04-1971 t/m 19-06-1971 |
| Week                                                                  | 1                                                                     | 2                                                                     | 3                                                                     | 4                                                                     | 5                                                                     | 6                                                                     | 7                                                                     | 8                                                                     | 9                                                                     | 10                                                                    | 11                                                                    |                                                                       |
| --------------------------------------------------------------------- | --------------------------------------------------------------------- | --------------------------------------------------------------------- | --------------------------------------------------------------------- | --------------------------------------------------------------------- | --------------------------------------------------------------------- | --------------------------------------------------------------------- | --------------------------------------------------------------------- | --------------------------------------------------------------------- | --------------------------------------------------------------------- | --------------------------------------------------------------------- | --------------------------------------------------------------------- | --------------------------------------------------------------------- |
| Positie                                                               | 27                                                                    | 15                                                                    | 11                                                                    | 5                                                                     | 3                                                                     | 3                                                                     | 5                                                                     | 7                                                                     | 11                                                                    | 21                                                                    | 29                                                                    | uit                                                                   |

| "Loop di love" in de Daverende Dertig van 30-04-1971 t/m 12-06-1971 | "Loop di love" in de Daverende Dertig van 30-04-1971 t/m 12-06-1971 | "Loop di love" in de Daverende Dertig van 30-04-1971 t/m 12-06-1971 | "Loop di love" in de Daverende Dertig van 30-04-1971 t/m 12-06-1971 | "Loop di love" in de Daverende Dertig van 30-04-1971 t/m 12-06-1971 | "Loop di love" in de Daverende Dertig van 30-04-1971 t/m 12-06-1971 | "Loop di love" in de Daverende Dertig van 30-04-1971 t/m 12-06-1971 | "Loop di love" in de Daverende Dertig van 30-04-1971 t/m 12-06-1971 | "Loop di love" in de Daverende Dertig van 30-04-1971 t/m 12-06-1971 | "Loop di love" in de Daverende Dertig van 30-04-1971 t/m 12-06-1971 | "Loop di love" in de Daverende Dertig van 30-04-1971 t/m 12-06-1971 | "Loop di love" in de Daverende Dertig van 30-04-1971 t/m 12-06-1971 | "Loop di love" in de Daverende Dertig van 30-04-1971 t/m 12-06-1971 |
| Week                                                                | 1                                                                   | 2                                                                   | 3                                                                   | 4                                                                   | 5                                                                   | 6                                                                   | 7                                                                   | 8                                                                   | 9                                                                   | 10                                                                  | 11                                                                  |                                                                     |
| ------------------------------------------------------------------- | ------------------------------------------------------------------- | ------------------------------------------------------------------- | ------------------------------------------------------------------- | ------------------------------------------------------------------- | ------------------------------------------------------------------- | ------------------------------------------------------------------- | ------------------------------------------------------------------- | ------------------------------------------------------------------- | ------------------------------------------------------------------- | ------------------------------------------------------------------- | ------------------------------------------------------------------- | ------------------------------------------------------------------- |
| Positie                                                             | 24                                                                  | 19                                                                  | 9                                                                   | 5                                                                   | 5                                                                   | 3                                                                   | 2                                                                   | 7                                                                   | 10                                                                  | 14                                                                  | 17                                                                  | uit                                                                 |

| "Loop di love" in de Vlaamse Ultratop 30 van 08-05-1971 t/m 17-07-1971 | "Loop di love" in de Vlaamse Ultratop 30 van 08-05-1971 t/m 17-07-1971 | "Loop di love" in de Vlaamse Ultratop 30 van 08-05-1971 t/m 17-07-1971 | "Loop di love" in de Vlaamse Ultratop 30 van 08-05-1971 t/m 17-07-1971 | "Loop di love" in de Vlaamse Ultratop 30 van 08-05-1971 t/m 17-07-1971 | "Loop di love" in de Vlaamse Ultratop 30 van 08-05-1971 t/m 17-07-1971 | "Loop di love" in de Vlaamse Ultratop 30 van 08-05-1971 t/m 17-07-1971 | "Loop di love" in de Vlaamse Ultratop 30 van 08-05-1971 t/m 17-07-1971 | "Loop di love" in de Vlaamse Ultratop 30 van 08-05-1971 t/m 17-07-1971 | "Loop di love" in de Vlaamse Ultratop 30 van 08-05-1971 t/m 17-07-1971 | "Loop di love" in de Vlaamse Ultratop 30 van 08-05-1971 t/m 17-07-1971 | "Loop di love" in de Vlaamse Ultratop 30 van 08-05-1971 t/m 17-07-1971 | "Loop di love" in de Vlaamse Ultratop 30 van 08-05-1971 t/m 17-07-1971 |
| Week                                                                   | 1                                                                      | 2                                                                      | 3                                                                      | 4                                                                      | 5                                                                      | 6                                                                      | 7                                                                      | 8                                                                      | 9                                                                      | 10                                                                     | 11                                                                     |                                                                        |
| ---------------------------------------------------------------------- | ---------------------------------------------------------------------- | ---------------------------------------------------------------------- | ---------------------------------------------------------------------- | ---------------------------------------------------------------------- | ---------------------------------------------------------------------- | ---------------------------------------------------------------------- | ---------------------------------------------------------------------- | ---------------------------------------------------------------------- | ---------------------------------------------------------------------- | ---------------------------------------------------------------------- | ---------------------------------------------------------------------- | ---------------------------------------------------------------------- |
| Positie                                                                | 22                                                                     | 10                                                                     | 6                                                                      | 4                                                                      | 3                                                                      | 3                                                                      | 3                                                                      | 9                                                                      | 17                                                                     | 21                                                                     | 26                                                                     | uit                                                                    |

| "Loop di love" in de Vlaamse BRT Top 30 van 01-05-1971 t/m 26-06-1971 | "Loop di love" in de Vlaamse BRT Top 30 van 01-05-1971 t/m 26-06-1971 | "Loop di love" in de Vlaamse BRT Top 30 van 01-05-1971 t/m 26-06-1971 | "Loop di love" in de Vlaamse BRT Top 30 van 01-05-1971 t/m 26-06-1971 | "Loop di love" in de Vlaamse BRT Top 30 van 01-05-1971 t/m 26-06-1971 | "Loop di love" in de Vlaamse BRT Top 30 van 01-05-1971 t/m 26-06-1971 | "Loop di love" in de Vlaamse BRT Top 30 van 01-05-1971 t/m 26-06-1971 | "Loop di love" in de Vlaamse BRT Top 30 van 01-05-1971 t/m 26-06-1971 | "Loop di love" in de Vlaamse BRT Top 30 van 01-05-1971 t/m 26-06-1971 | "Loop di love" in de Vlaamse BRT Top 30 van 01-05-1971 t/m 26-06-1971 | "Loop di love" in de Vlaamse BRT Top 30 van 01-05-1971 t/m 26-06-1971 |
| Week                                                                  | 1                                                                     | 2                                                                     | 3                                                                     | 4                                                                     | 5                                                                     | 6                                                                     | 7                                                                     | 8                                                                     | 9                                                                     |                                                                       |
| --------------------------------------------------------------------- | --------------------------------------------------------------------- | --------------------------------------------------------------------- | --------------------------------------------------------------------- | --------------------------------------------------------------------- | --------------------------------------------------------------------- | --------------------------------------------------------------------- | --------------------------------------------------------------------- | --------------------------------------------------------------------- | --------------------------------------------------------------------- | --------------------------------------------------------------------- |
| Positie:                                                              | 27                                                                    | 18                                                                    | 9                                                                     | 7                                                                     | 6                                                                     | 5                                                                     | 5                                                                     | 8                                                                     | 21                                                                    | uit                                                                   |

Andere landen
| Land      | pieknotering | aantal weken |
| --------- | ------------ | ------------ |
| Duitsland | 30           | 12           |

## Shag
In 1972 werd er een cover uitgebracht door Jonathan King onder de artiestennaam Shag. Bij hem verscheen op de B-kant het nummer Lay it down. King had er een hit mee in het Verenigd Koninkrijk en Noorwegen.

### Hitnoteringen
| Land                | pieknotering | aantal weken |
| ------------------- | ------------ | ------------ |
| Verenigd Koninkrijk | 4            | 13           |
| Noorwegen           | 6            | 8            |